# Dơi ngựa bé
Dơi ngựa bé  (danh pháp khoa học: Pteropus hypomelanus) là một loài động vật có vú trong họ Dơi quạ, bộ Dơi. Loài này được Temminck mô tả năm 1853.

## Hình ảnh

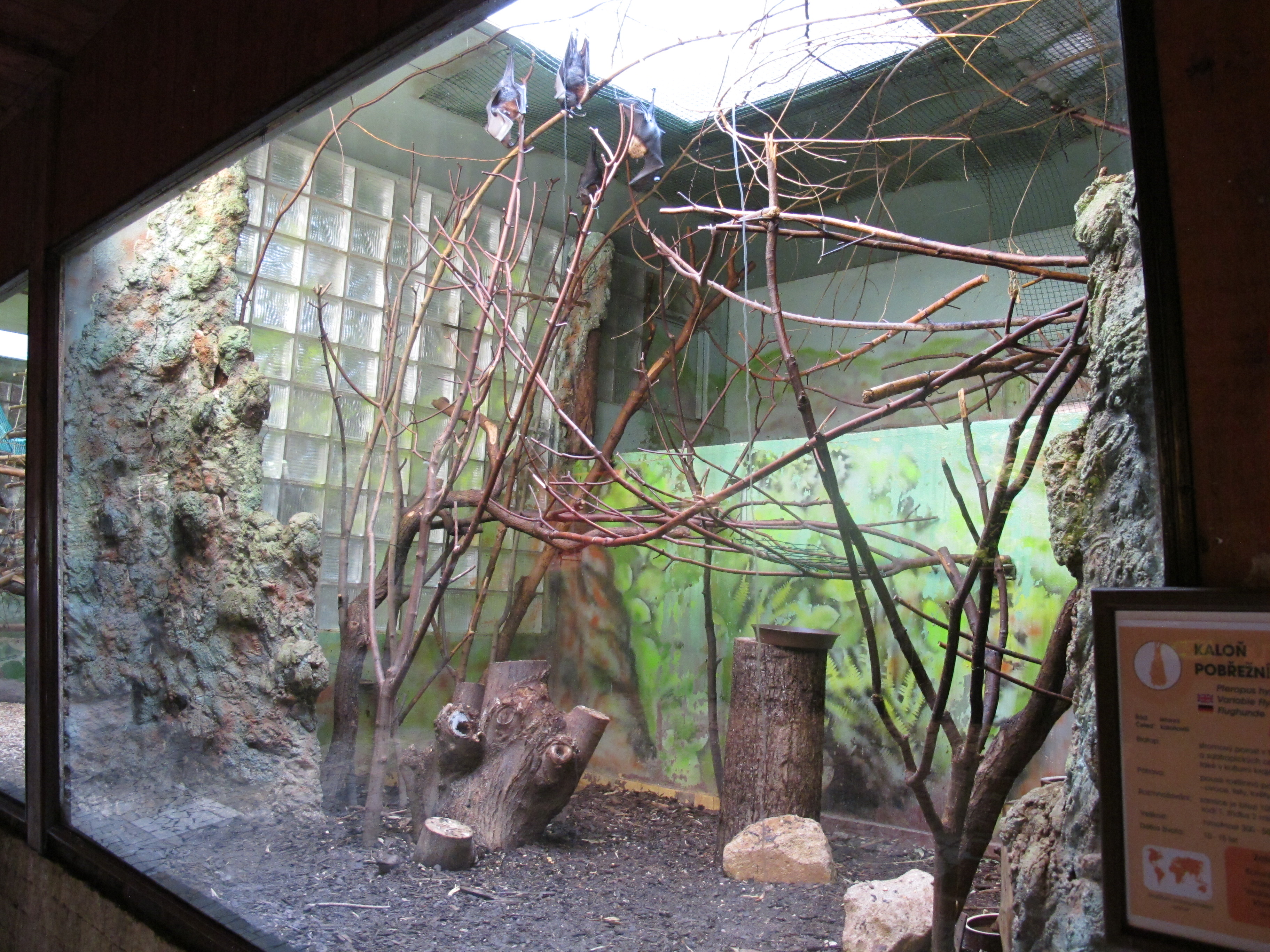